# Hellas Utrecht
Hellas Utrecht is een Nederlandse atletiek- en triathlonclub uit Utrecht met ongeveer 1200 leden (2017). De club werd op 28 augustus 1925 opgericht.
Hellas is van de drie Utrechtse atletiekverenigingen de grootste. Er wordt getraind op alle drie de Utrechtse kunststof atletiekbanen, namelijk de baan van Overvecht (Utrecht-noordwest; 8 lanen, bijvelden), de baan van Sportpark Maarschalkerweerd (Utrecht-Oost; 8 lanen) en de baan in het Amaliapark (Leidsche Rijn, Utrecht-zuidwest; 6 lanen). Bovendien is er een jeugdafdeling in Houten die alleen een sprintbaantje van sintels, een verspringbak en gelegenheid tot werpen tot de beschikking heeft. Verder is er een triathlonafdeling en zijn er veel recreatiegroepen. Laatstgenoemde trainen in bossen en parken.

## Geschiedenis

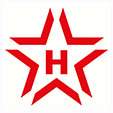
Logo Hellas Utrecht

De officiële naam van de vereniging was eerst Utrechtse Atletiekvereniging Hellas (UAV Hellas), maar doordat er een triatlon- en een survivalafdeling bij kwamen is in 1995 de huidige naam officieel geworden. Roepnaam: Hellas. De survivalafdeling bestaat intussen niet meer.
Vanaf de oprichting bestond het logo van de vereniging uit een vijfpuntige ster met rode armen en in het centrum een rode H. In de Tweede Wereldoorlog waren alle logo's met sterren verboden en zijn de linker- en rechterarm van de ster verwijderd (zie externe link). Rond het 50-jarig bestaan is een uitgebreider logo ontworpen dat niet op het clubtenue maar wel op vlaggen, briefhoofden en dergelijke is gebruikt. 

Ter gelegenheid van het negentigjarig bestaan van de vereniging in 2015 werd het logo aangepast. De ster wordt nu gevormd door vijf pijlen die de verschillende afdelingen van de club symboliseren. De pijlen - die op hun beurt weer symbool staan voor beweging - wijzen naar de centraal geplaatste H, van Hellas. Samen vormen de onderdelen uiteindelijk de club Hellas.

## Kampioenen
Hellas heeft vele Nederlandse kampioenen in de gelederen gehad, waarvan enkele ook op internationale kampioenschappen successen hebben geboekt. Een aantal bekende atleten die (een deel van hun carrière) lid waren/zijn van Hellas, in min of meer chronologische volgorde:
- Frits Butzelaar
- Corrie Bakker
- Rob Druppers
- Jan Willem Boogman
- Bert van Vlaanderen
- Jacqueline Poelman
- Patrick van Balkom
- Ester Goossens
- Anjolie Wisse
- Luc Krotwaar
- Timothy Beck
- Jeannette Pennings
- Youssef el Rhalfioui
- Robert Lathouwers
- Karin Ruckstuhl
- Monique Jansen
- Elliott Thijssen
- Koen Raymaekers
- Dafne Schippers
- Jurriaan Wouters

Uit deze opsomming valt af te leiden dat een deel van de clubrecords uiterst sterk staat.